# Vochysia rubiginosa
Vochysia rubiginosa är en tvåhjärtbladig växtart som beskrevs av Stafleu. Vochysia rubiginosa ingår i släktet Vochysia och familjen Vochysiaceae. Inga underarter finns listade i Catalogue of Life.